# Le Manoir (Calvados)
Le Manoir è un comune francese di 208 abitanti situato nel dipartimento del Calvados nella regione della Normandia.

## Società

### Evoluzione demografica
Abitanti censiti